# Rakaia (fleuve)
Pour les articles homonymes, voir Rakaia (homonymie).
Le Rakaia (anglais : Rakaia River) est un fleuve des Plaines de Canterbury, en région de Canterbury, dans l'Île du Sud en Nouvelle-Zélande Le Rakaia est l'un des plus grands cours d'eau en tresses de Nouvelle-Zélande.

## Géographie

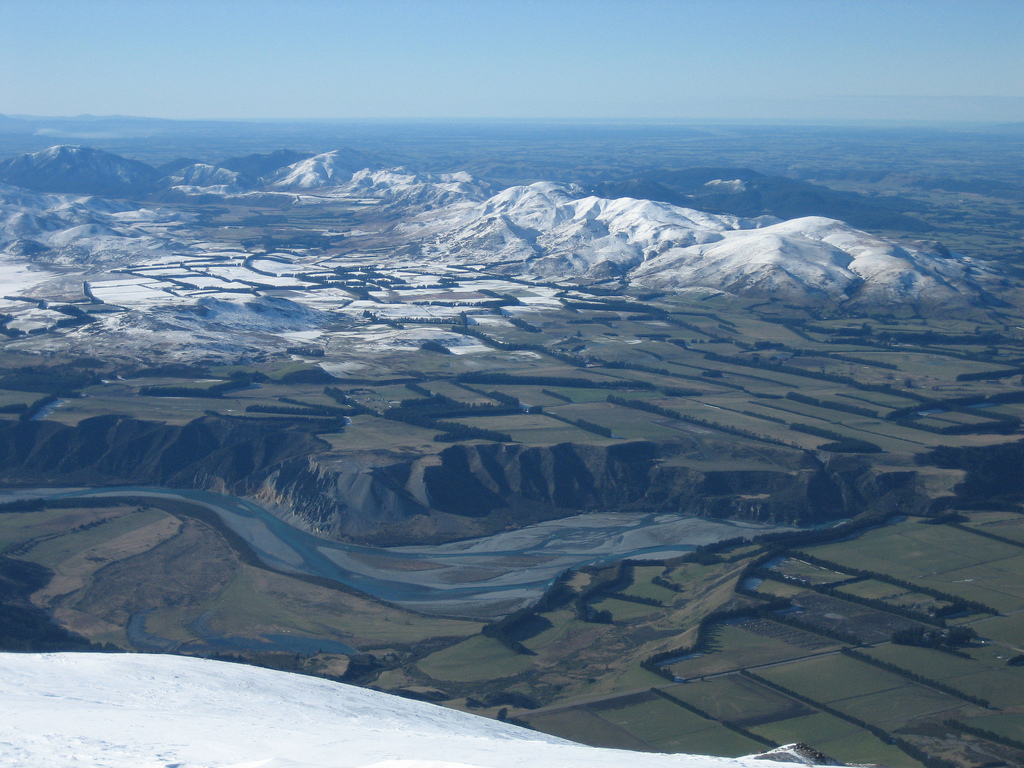
Le fleuve Rakaia, vu depuis le Mont Hutt.

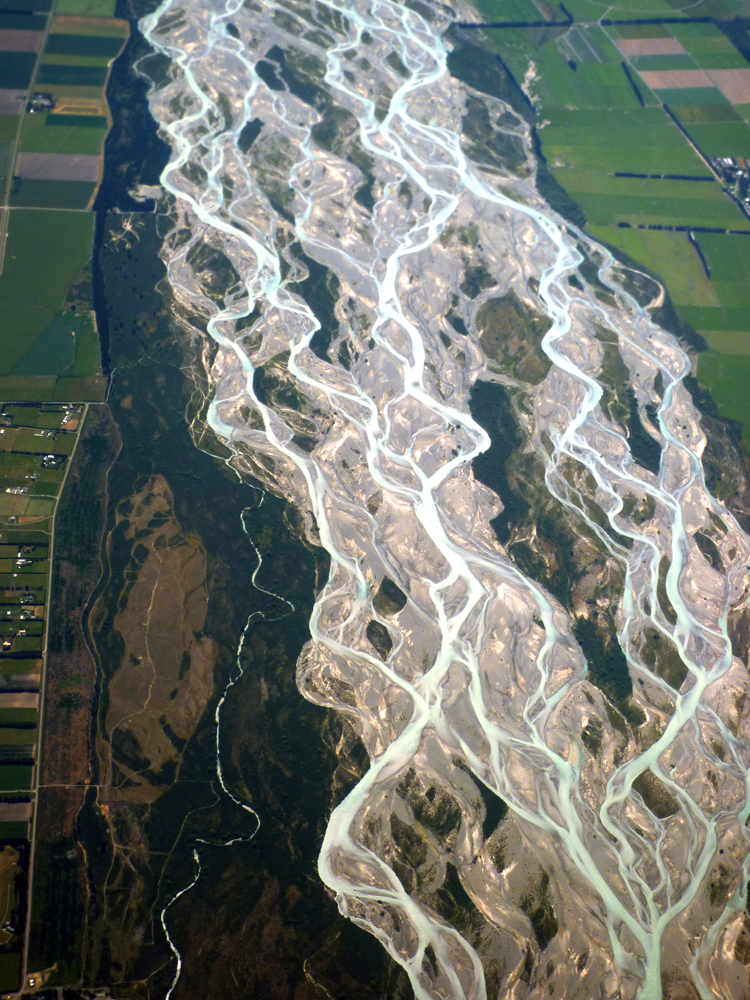
Le cours d'eau en tresses du Rakaia en vue aérienne.

Le fleuve Rakaia a un débit moyen est de 203 mètres cubes par seconde et un étiage sur sept jours de 87 mètres cubes par seconde. Dans les années 1850, les colons européens l'ont nommé le Cholmondeley, mais ce nom est tombé en désuétude.
Il prend source dans les Alpes du Sud, parcourt 150 km globalement vers l'est ou le sud-est, avant d'avoir son embouchure dans l'Océan Pacifique dans une lagune, situé à 50 kilomètres au sud de Christchurch.
Pour une grande partie de son parcours, la rivière est un cours d'eau en tresses, qui coule à travers un large lit. Près du Mount Hutt, cependant, il est brièvement confiné à un étroit canyon connu comme les gorges du Rakaia.

## Aménagements
Le Rakaia est traversé par deux ponts. Le plus utilisé est celui de la petite ville de Rakaia, à 20 kilomètres à partir de l'embouchure de la rivière, où l'route nationale SH1 et la voie de chemin de fer principale de l'Île Sud (en) franchissent la rivière. Ces deux ponts sont le plus long pont routier et le plus long pont ferroviaire de la Nouvelle-Zélande, respectivement, d'environ 1,75 km de long. Un deuxième pont, beaucoup plus court et de moins en moins utilisé, franchit les gorges du Rakaia.
Le Trust de l'eau des Plaines centrales (en) propose de prélever jusqu'à 40 mètres cubes par seconde d'eau de la rivière Rakaia, dans le cadre du schéma d'aménagement hydraulique des Plaines Centrales.

## Faune
Le Rakaia est un lieu célèbre de pêche du saumon royal. Il a été identifié comme une Zone Importante pour les Oiseaux par BirdLife International car il prend en charge des colonies de reproduction des Mouettes de Buller en voie de disparition. La rivière est également connu pour sa population du grand Pluvier anarhynque, qui représente 73 % de la population totale. Les autres espèces importantes d'oiseaux sur la rivière sont la Guifette des galets et le Pluvier à double collier.

## Galerie

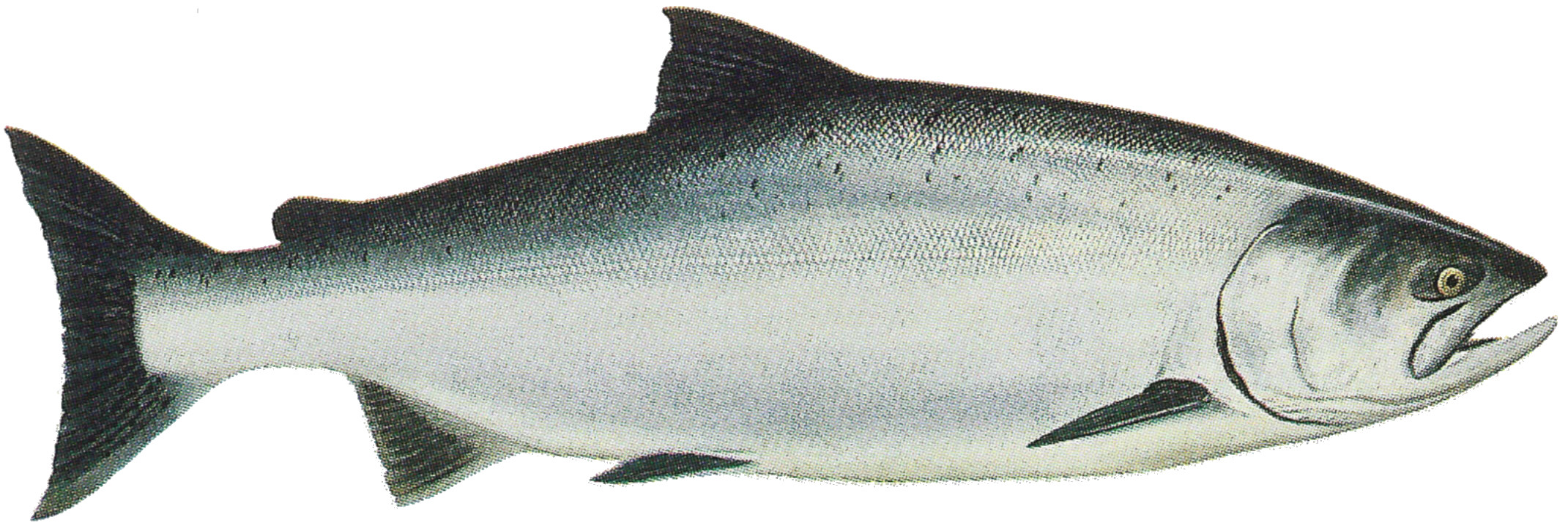
Saumon royal
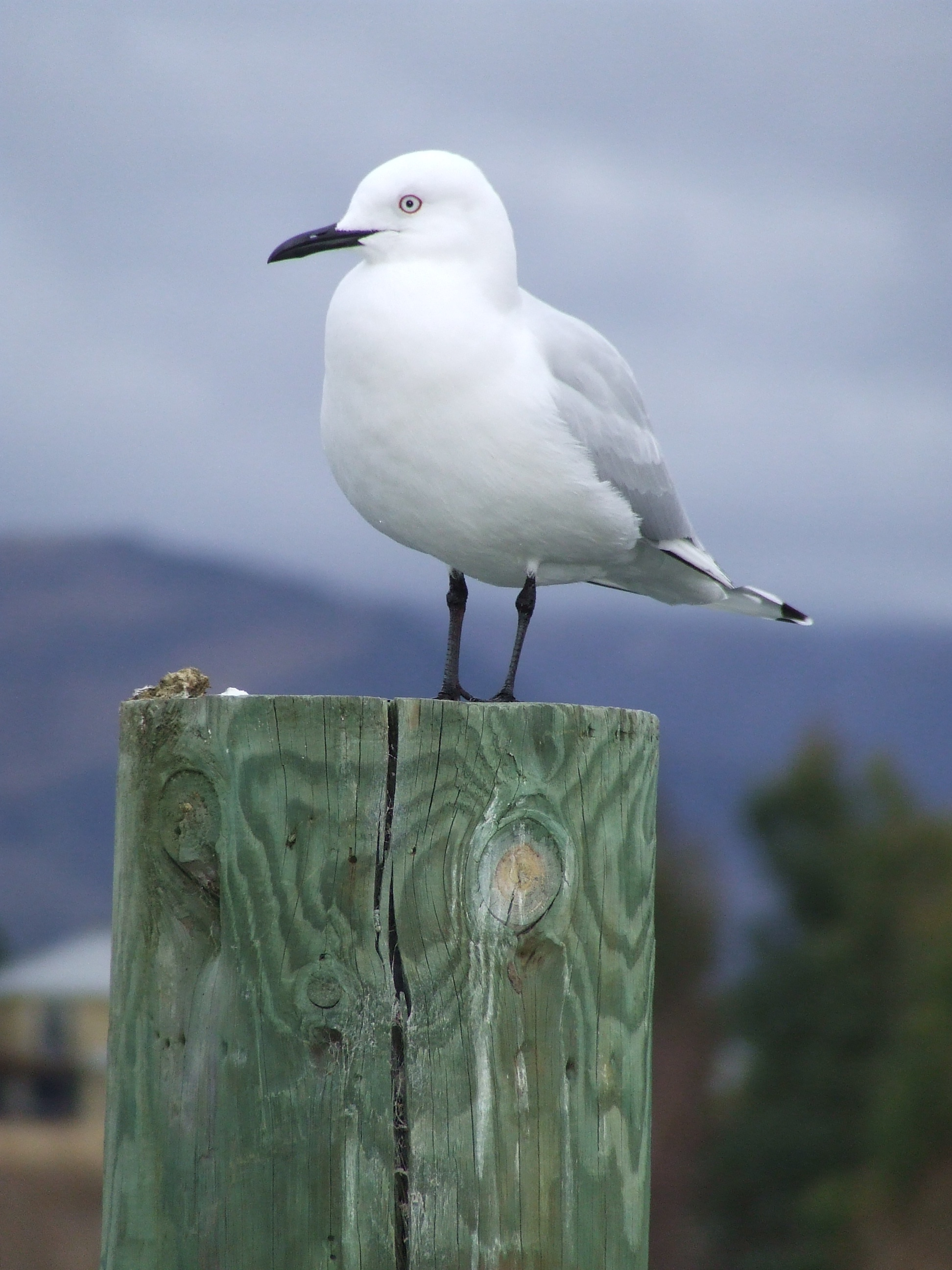
Mouette de Buller
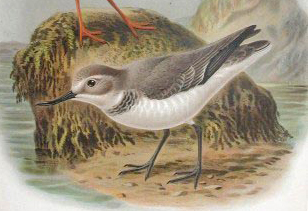
Pluvier anarhynque
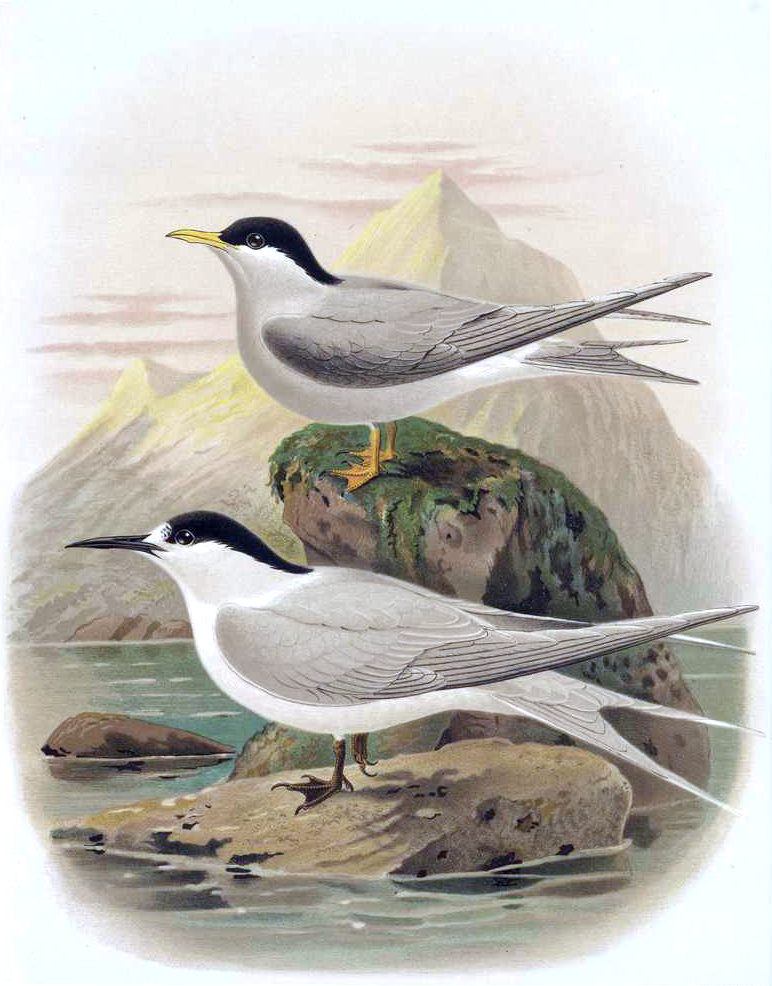
Guifette des galets
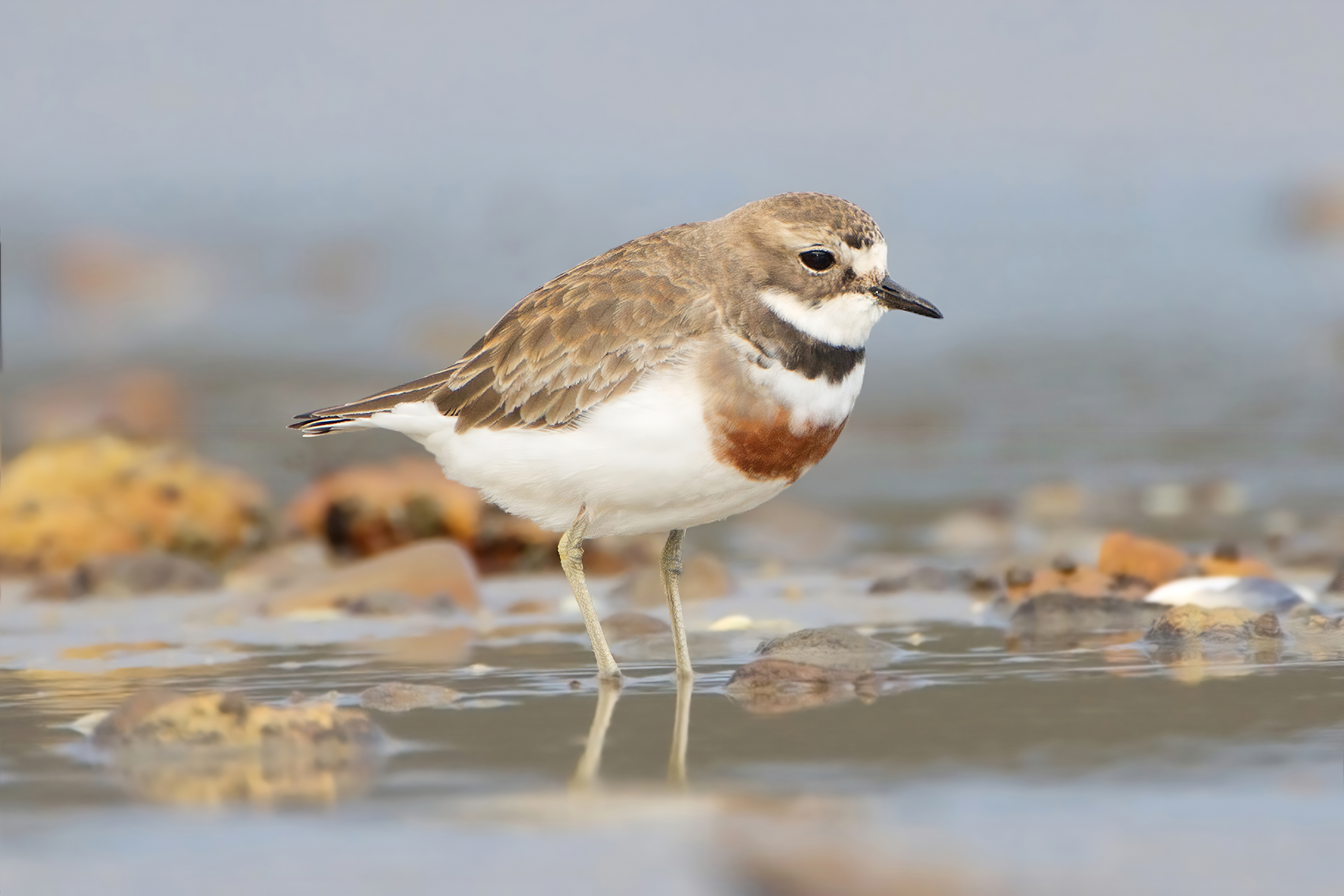
Pluvier à double collier